# 모스크바 워터 도그
모스크바 워터 도그(Moscow Water Dog), 모스크바 리트리버는 뉴펀들랜드, 코카서스 셰퍼드 독, 동유럽 셰퍼드에서 파생된 잘 알려지지 않은 개 품종이었다. 지금은 멸종되었지만 블랙 러시안 테리어의 개발에 사용되었다. 모스크바 워터 도그는 소련 군대에 사업견을 제공하기 위해 인가받은 국영 조직인 레드 스타 케넬스(Red Star Kennels)에서만 생산되었다. 개들이 물에 빠진 희생자를 구하는 대신 공격하기 때문에 번식 프로그램은 중단되었다.
제2차 세계 대전 이후 소련에는 사역견이 거의 없었고 전쟁 중에 많은 수가 죽었다. 일부는 수입되었지만 특정 품종에 대한 전용 육종 계획을 확립하기에는 충분하지 않았다. G. P. 메드베데프 대령의 지휘 하에 중앙군사훈련견학교(레드 스타 케넬스)는 이용 가능한 품종을 교배하여 자체적으로 특화된 여러 품종을 개발하는 작업을 시작했다.  저먼 셰퍼드 독과 뉴펀들랜드의 교배종인 모스크바 뉴펀들랜드를 포함하여 몇 가지 품종이 확립되었다. 저먼 셰퍼드 독과 그레이트 데인을 사용한 모스크바 그레이트 데인, 에어데일 테리어와 러시안 하운드의 교배종인 브루대스티 하운드(Brudasty Hound), 세인트 버나드와 코카서스 셰퍼드 독의 조합인 모스크바 감시견, 그리고 모스크바 워터 도그가 그것이다.  이 프로그램에서 나온 가장 성공적인 품종은 1984년에 국제적인 인정을 받은 블랙 러시안 테리어였다. 이 개는 개발 후기 단계의 모스크바 워터독을 포함하여 14가지 다른 품종의 조합에서 파생되었다.